# إرنست ويت
إرنست ويت (بالألمانية: Ernst Witt) (و. 1911 – 1991 م) هو رياضياتي، وأستاذ جامعي ألماني، كان عضوًا في كتيبة العاصفة، توفي في هامبورغ، عن عمر يناهز 80 عاماً.

## التعليم
تعلم في جامعة غوتينغن.